# Parafia Przemienienia Pańskiego w Szpikołosach
Parafia Przemienienia Pańskiego w Szpikołosach – parafia rzymskokatolicka znajdująca się w dekanacie Hrubieszów - Północ, w diecezji zamojsko-lubaczowskiej. 
Na obszarze parafii leżą miejscowości: Białoskóry, Ciołki, Gołębowiec, Kobło, Moroczyn, Szpikołosy.
Liczba mieszkańców: 1320.